# Sérgio Milliet

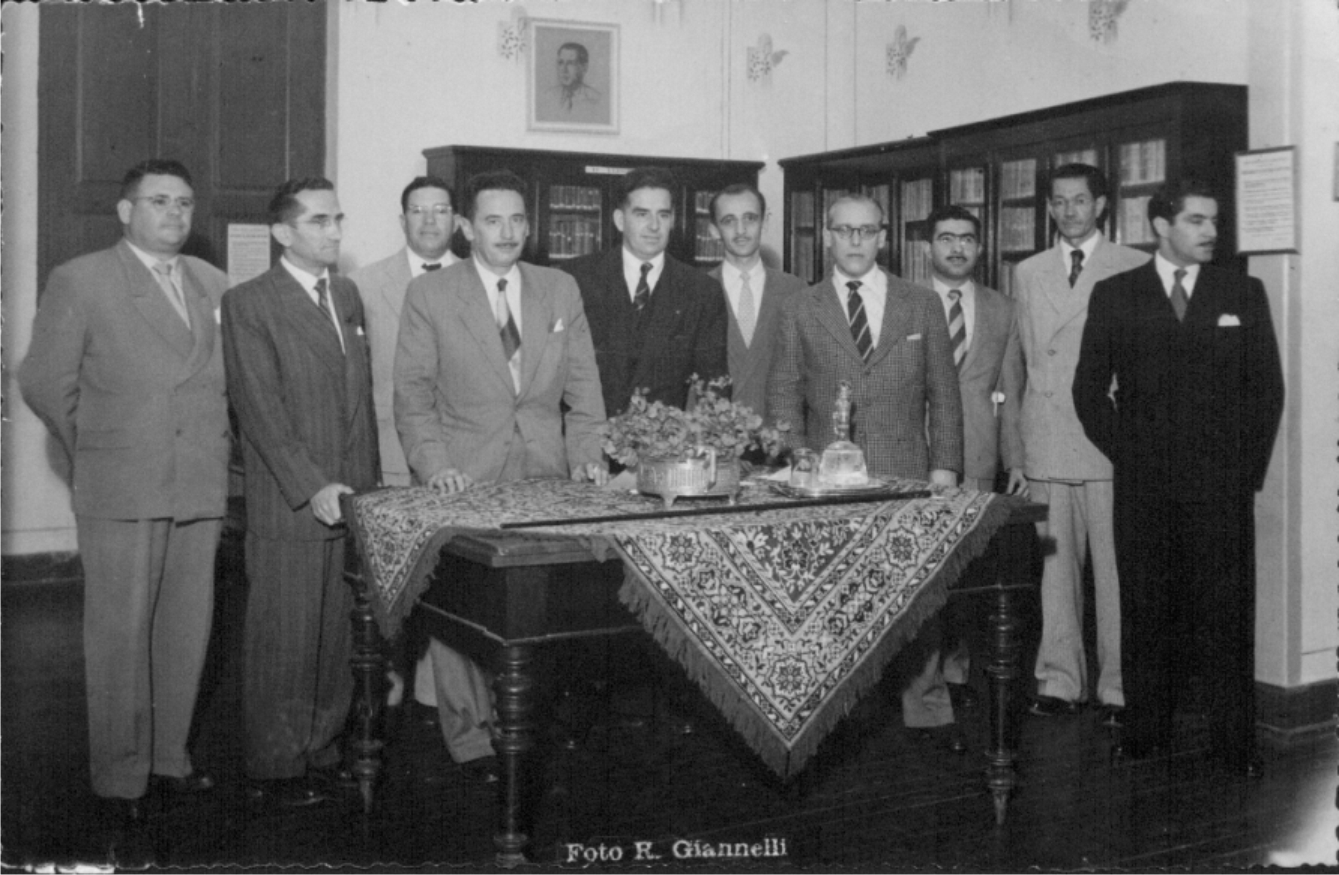
Palestra de Sérgio Milliet sobre pintura moderna. Teatro Municipal de São João da Boa Vista. 1940.

Sérgio Milliet da Costa e Silva (São Paulo, 20 de setembro de 1898 – São Paulo, 9 de novembro de 1966) foi um escritor, pintor, poeta, ensaísta, crítico de arte e de literatura, sociólogo e tradutor brasileiro. Foi também diretor de biblioteca, tendo dirigido a Biblioteca Mário de Andrade.

## Biografia
Filho de Fernando da Costa e Silva, comerciante de origem portuguesa, e da normalista descendente de imigrantes franceses Aida Milliet (1878 - 1900), ficou órfão de mãe aos dois anos de idade e, quando adquiriu alguma maturidade, foi levado à Suíça para estudar humanidades em Genebra. Isso aconteceu quando mal havia completado doze anos. Cursou também  ciências econômicas e sociais na Escola de Comércio, concluindo seus estudos na Universidade de Berna.

### Na Suíça
Sergio Milliet permaneceu na Suíça de 1912 a 1920, portanto exatamente no período em que a Europa se via envolvida na primeira Grande Guerra. A Suíça se manteve neutra e por isso lá se refugiaram vários expoentes da intelectualidade europeia. Milliet pode, assim, conhecer e conviver com escritores, poetas e artistas plásticos que já tinham renome internacional.
Em Genebra escreveu e editou seus primeiros livros de poesia usando a língua francesa que dominava bem: Par le Sentier, em 1917, e Le Depart sous la Pluie dois anos após.

### No Brasil novamente
Em 1922 retorna ao Brasil e logo integra-se no acanhado meio intelectual e artístico de São Paulo. Pouco depois iria participar da Semana de Arte Moderna, mas como ainda não falasse e escrevesse corretamente a língua pátria, apresentou no Teatro Municipal um poema...em francês, lido por um amigo genebrino.
Por suas ligações e amizades formadas na Europa e uma liderança que lhe foi atribuída naturalmente, sem que ele procurasse por isso, pelos homens e mulheres que formavam a intelectualidade paulista, Milliet tornou-se o homem-ponte entre os dois mundos, um com sua cultura já sedimentada, o outro tentando fugir do estilo provinciano e acomodado que o caraterizava. Curioso o depoimento de Di Cavalcanti sobre essa ligação exercida por Sérgio Milliet na primeira metade do século XX (publicada no jornal O Estado de S. Paulo de 24 de outubro de 1998): Quando Sérgio Milliet em 1923 voltou para a Europa, fui atrás. Naquele tempo, enquanto Oswald de Andrade gastava o dinheiro do pai do modo mais provinciano e burguês possível e Mário de Andrade era um moço de igreja, que adorava procissões, eu conheci a dureza da sobrevivência por conta própria; arranjei um emprego na revista Monde e, como jornalista, sem contar a ninguém que era pintor, entrei em contato com Braque, Picasso e toda a vanguarda francesa, sempre levado e guiado pela mão de Sérgio Milliet. 
Foi homenageado com seu nome em várias escolas do Brasil.

## A poética avançada
Por sua vivência na Europa, naturalmente, Milliet entrou em contato com as técnicas cubistas e futuristas, as quais empregou em sua poesia. Observa-se "falta quase total de pontuação, superposição de ideias e imagens em lugar da seqüência lógica, técnica analógica, simultaneidade, versos elíticos, independentes, dando ideia de descontinuidade", conforme Leodegário A. de Azevedo Filho.

## Traduções
Sérgio Milliet verteu diversas obras para a língua portuguesa, entre elas Os Ensaios de Michel de Montaigne, As relações perigosas, de Pierre Choderlos de Laclos e O segundo sexo, a obra de Simone de Beauvoir que é um marco na teoria feminista. Traduziu e comentou a obra completa de Guy de Maupassant para a Editora Itatiaia (em 5 volumes, sendo os 3 primeiros de contos - e os dois últimos contendo os romances de Maupassant). Os textos em português de Viagem Pitoresca e Histórica ao Brasil, de Jean-Baptiste Debret (publicada originalmente pela Livraria Martins Fontes em 1940) e de Viagem Pitoresca através do Brasil, de Johann Moritz Rugendas, também são de autoria de Milliet.
Sergio Milliet foi membro da Academia Paulista de Letras.